# Lei ex post facto
Uma Lei ex post facto é uma expressão latina, traduzível como "lei posterior ao fato", usada para se  referir a uma norma ou lei retroativa, isto é, que voltando seus efeitos ao passado, muda as consequências jurídicas de um ato cometido, ou a tipificação legal de fatos ou relações existentes anteriormente à vigência daquela lei. É uma lei presente que se aplica a fatos passados. 
No Direito penal, uma lei dessa espécie poderia punir atos que foram legais ao momento de sua comissão; ou poderia aplicar uma punição maior a um crime mudando suas consequências; ou poderia incrementar ou alterar a pena estabelecida para o delito, como agregar novas sanções ou estender sua duração; ou poderia alterar as regras sobre a prova. Existem diversos tratados internacionais e regras constitucional que são contra o princípio da retroatividade da lei penal, as quais preveem, ainda a possibilidade de aplicação da leis penal mais benéfica a fatos passados, inclusive deixando de considerar situações como crimes.